# Antuco (centro de esquí)
El centro de esquí Antuco es un centro invernal ubicado en los faldeos del volcán del mismo nombre, en la Región del Biobío. Ubicado a 96 km de la ciudad de Los Ángeles, forma parte del parque nacional Laguna del Laja. Cuenta con dos pistas para practicar esquí y snowboarding, monitoreadas por el Cuerpo de patrullas de esquí de Chile.
Cuenta con cafetería atendida durante los 365 días del año. La temporada de esquí en Antuco comienza entre fines de junio e inicios de julio y termina a mediados de septiembre.